# 锥穗钝叶草
锥穗钝叶草（学名：Stenotaphrum subulatum），为禾本科钝叶草属下的一个植物种。